# Pancéřovka 27
Pancéřovka 27 (P 27) byla československá protitanková zbraň používaná v 50. až 60. letech, kdy ji vystřídala sovětská RPG-7 (zavedena 1963) a československá RPG-75 (zavedena od roku 1975). 

## Vývoj Pancéřovky 27

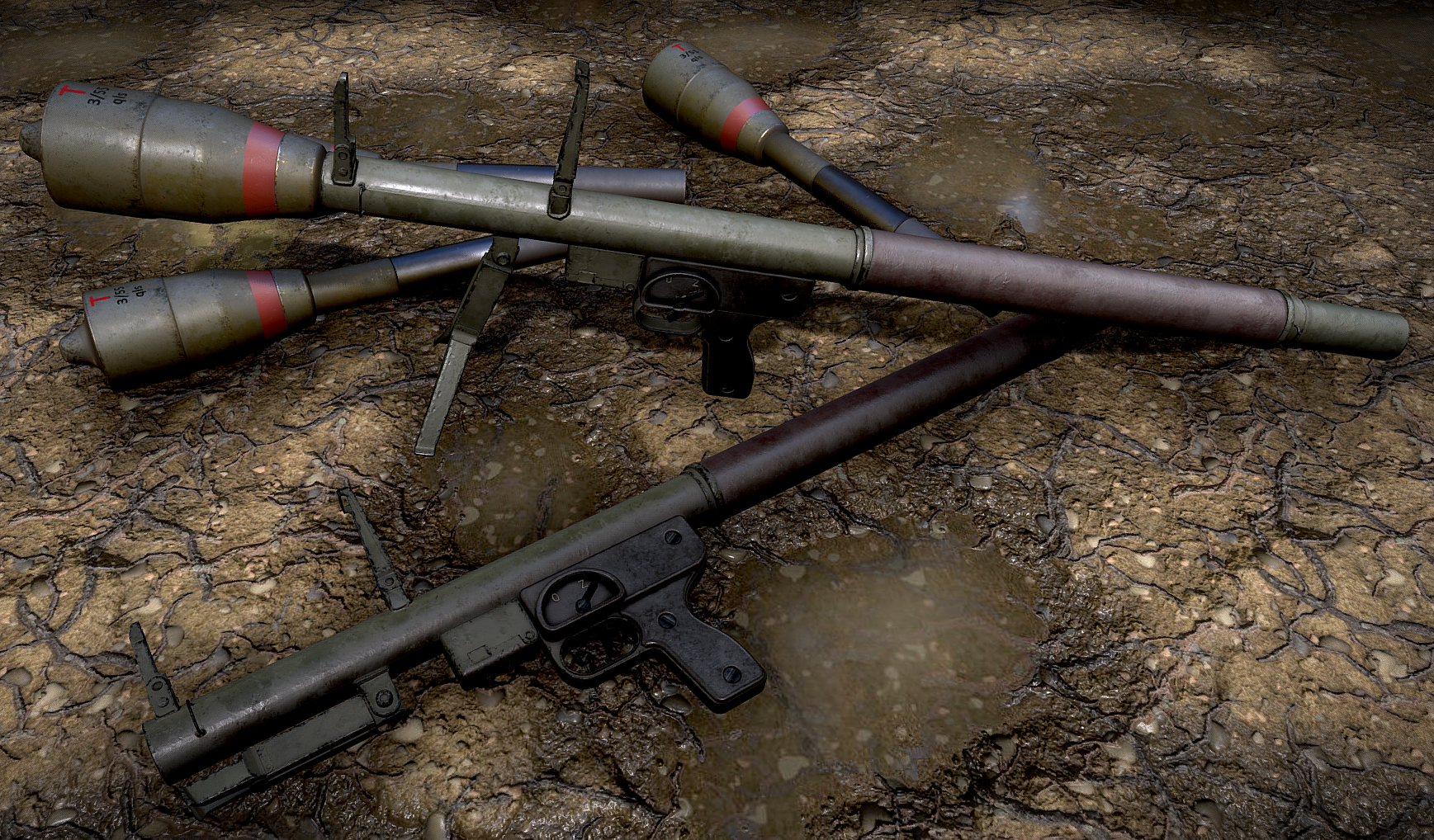
Pancéřovka 27

Po 2. světové válce bylo v Československu ukořistěno velké množství německých protipancéřových zbraní, především typu Panzerfaust 60 (v čs. poválečné armádě označována jako Pancéřovka N) a Panzerschreck. Proto logicky začalo Československo s vývojem vlastní pancéřové pěsti, která by dokázala prorazit v té době jakýkoliv pancíř do tloušťky 200 mm. 
Vývoj pancéřovky byl zadán v prosinci 1947, označení projektu bylo PPZ. Podmínkou byla hmotnost do 5 kg a účinný dostřel 100 metrů s možností opakované výstřelu. Jako náplň měl sloužit bezdýmý prach.
Vývoj prováděla Konstrukta Brno (Praha) a vedl jej Ladislav Urban. Od roku 1950 byla zbraň řešena jako nadkaliberní zbraň s hladkou hlavní. V květnu 1950 výzbrojní komise souhlasila se zavedením zbraně pod označením Pancéřovka 75, číslo bylo označení dostřelu na pohyblivé cíle. Výroba začala v podniku Zbrojovka Vsetín. Následovalo ještě několik úprav a zbraň se přeznačila na Pancéřovku 27. Cena zbraně byla v roce 1955 1 800,- Kčs.
Československá lidová armáda měla ve skladech v roce 1958 celkem 18 400 kusů této zbraně. Cena jedné pancéřovky 27 byla v roce 1953 (po reformě)  1 800,- Kčs.

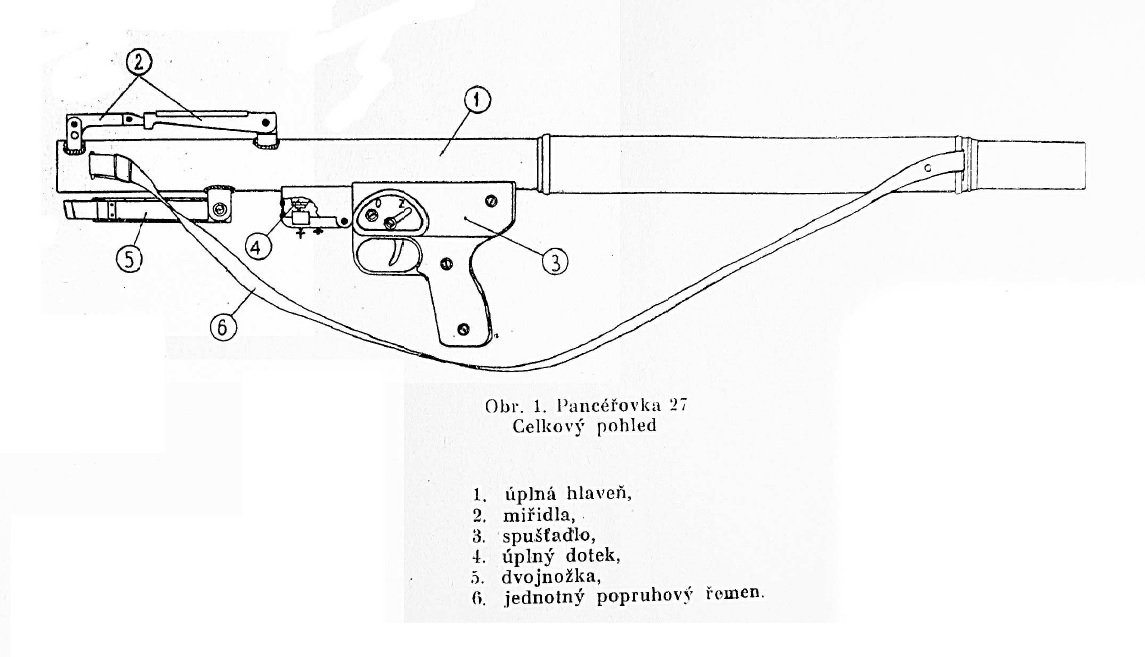
Hlavní části P27
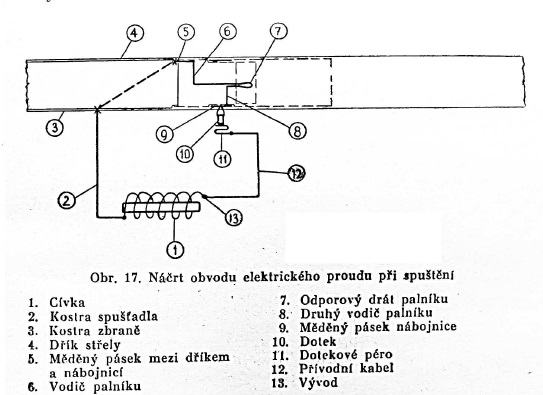
Schéma funkce P27

- Pancéřovka 27

## Pancéřovka 27A
Zbraň měla ovšem nízkou životnost díky použitým materiálům (tenká stěna hlavně a bakelit), kterou snižovalo i použití silnějších prachu - výmetná náplň byla původně německé výroby - vz.34 N označována. Po vypotřebování zásob byla výmetná náplň nahrazená náplní tuzemské výroby, která vyvíjela vyšší tlaky a způsobovala v kombinaci s používanými materiály destrukce části zbraně. V roce 1958 byl dokonce dán časově omezený zákaz používání. Zbraně byly ve skladech přebrány a asi 7000 kusů v nejlepším stavu prošlo zesílením a modernizací, modernizovaná zbraň byla označena jako Pancéřovka 27A. K nehodám docházelo i po modernizaci zbraně. Modernizované zbraně měly být uloženy do mobilizačních rezerv a nemodernizované měly být odprodány nebo sešrotovány.

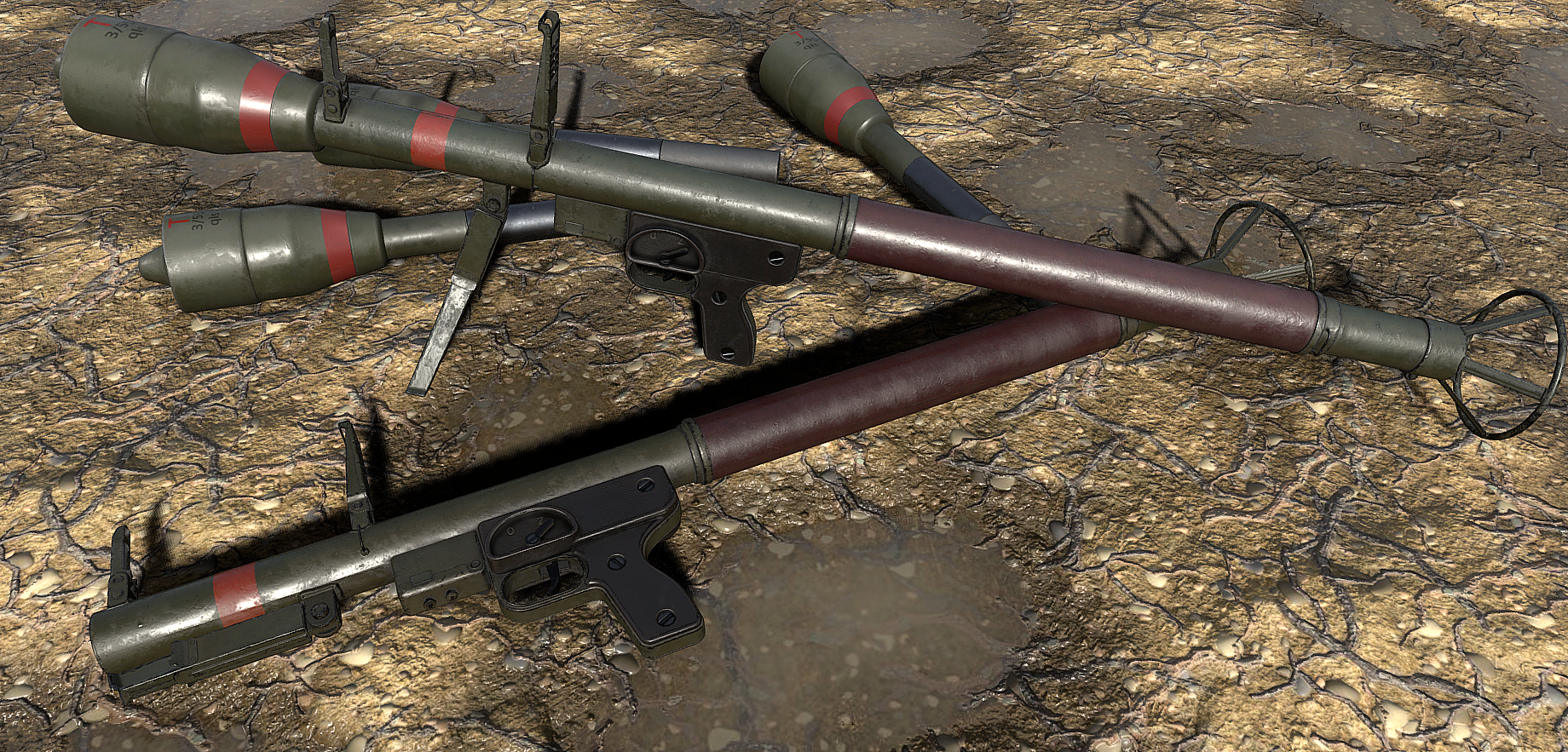
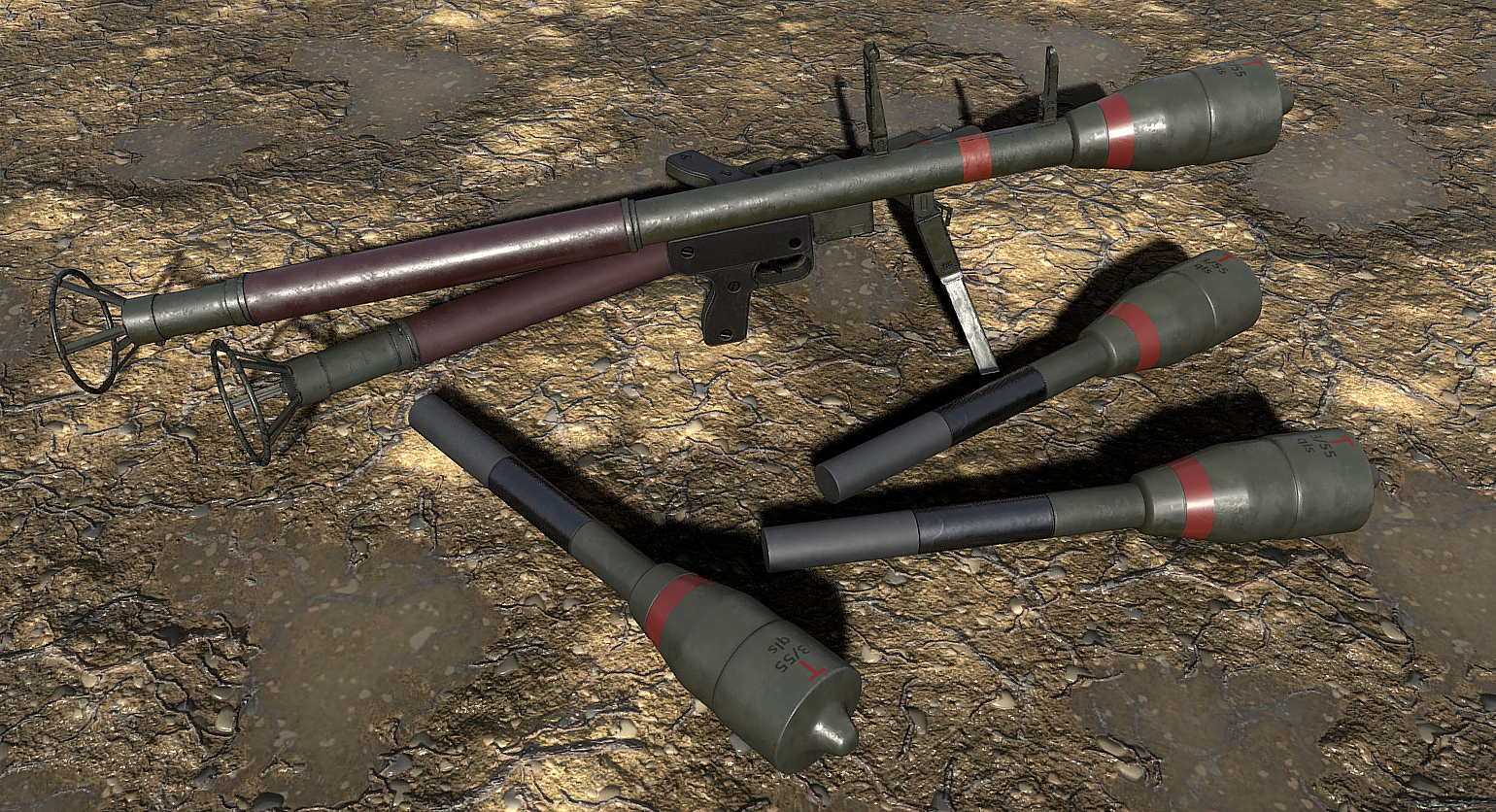
Pancéřovka 27A

## Pancéřovka PII a PIII
Pod vlivem nehod s pancéřovku 27 bylo v roce 1951 rozhodnuto pokračovat ve vývoji zbraně. Konečný výsledek se dostavil v roce 1953, pancéřovka byla označena jako P II, avšak i přes její nižší hmotnost a menší délku nebyla přijata do výzbroje a tak vývoj pokračoval pod označením P III. Zde měla mít střela v dříku raketový motor, a pro ochranu střelce přibyl na pancéřovce štít z plexiskla který se neosvědčil. Nakonec byl celý program zrušen ve prospěch sovětského granátometu RPG-7, který byl zpočátku od roku 1965 dovážen z Bulharska. Vzhledem k vysoké ceně granátometů RPG-7 začal od roku 1966 vývoj jednorázově použitelné RPG-75. 

## Charakteristika

### Pancéřovka - hlavní části
- úplná hlaveň, dlouhá 1030 mm, hladký vývrt ráže 45 mm
- mířidla -  označeny vzdálenosti 50, 75, 100, 125 a 150 m (označeno bílými číslicemi)
- spušťadlo - fungující na principu elektromagnetického indukčního generátoru, který vytvoří elektrický impuls a následně iniciuje elektrický palník v nábojce.
- dvojnožka
- úplný dotek
- jednotný popruhový řemen

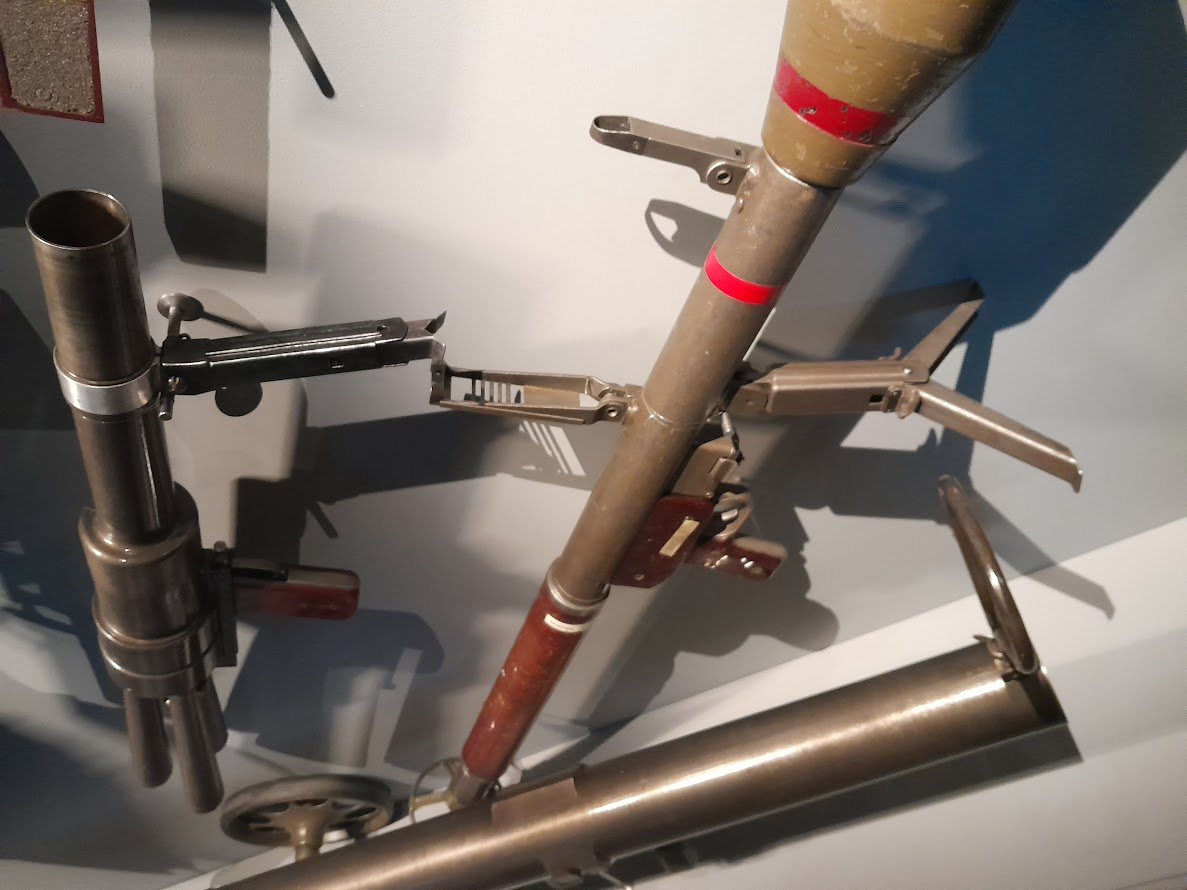
Pancéřovka 27A
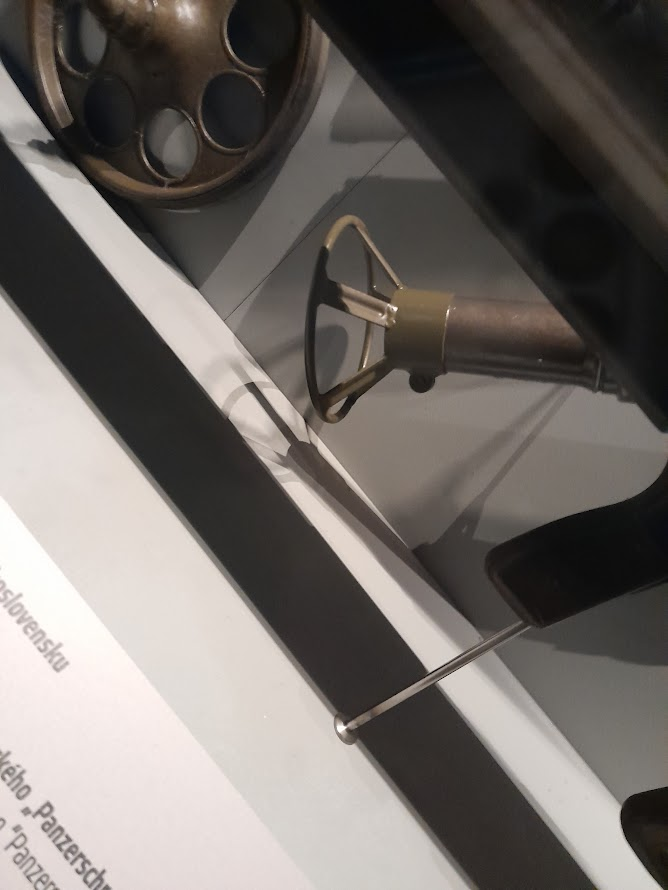
Zadní část P27A
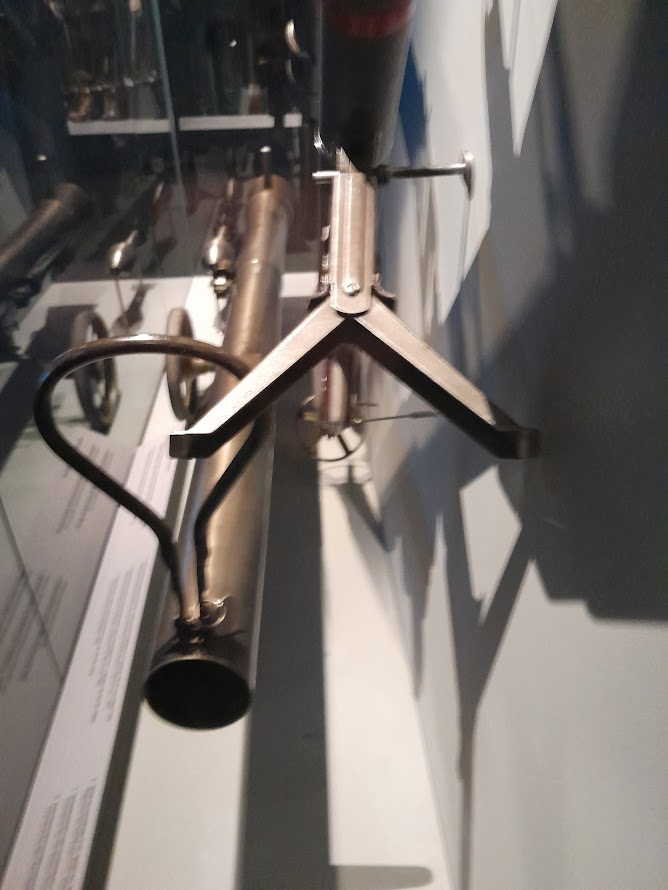
Dvojnožka P27

Pancéřovka fungovala na principu bezzákluzového děla, kde byl zpětný ráz kompenzován ocelovým prachem unikajícím spolu s plynem směrem vzad a samotná střela směrem vpřed. Plyny ohrožený prostor za zbraní byl do vzdálenosti 40 metrů. Kromě ničení pancéřových vozidel, byla určena i k likvidaci různých palebných srubů a živé síly.

### Části ostrého náboje / střely P27
- Hlava, kde se nacházela výbušná směs a kumulativní vložka
- Dřík, kde byl zapalovač Z2 a počáteční náplň
- Nábojka, zde se nacházela výmetná směs rozdělená na dvě části a mezi oběma částmi byla zápalná vložka v níž se nacházela rozbuška spojená s měděným páskem. Na konci se nacházela nábojnice s ocelovým prachem.

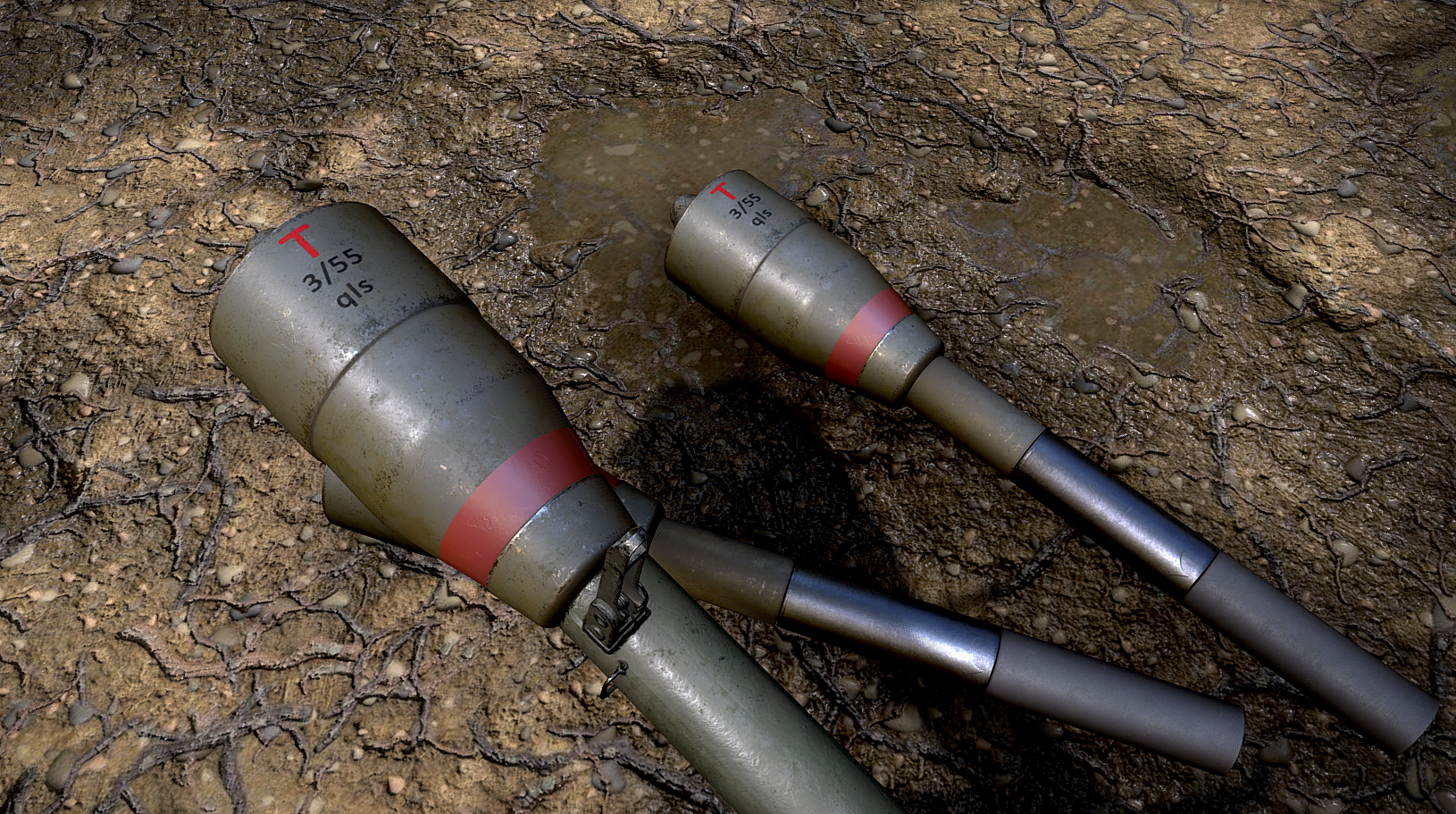
Kumulativní střela

Účinný dostřel na pevné cíle byl do 100 metrů, na pohyblivé do 75 metrů a na živé do 150 metrů. Probíjel pancíř do 200 milimetrů.

### Druhy nábojů / střel P27 a jejich označování
- náboj P 27 - ostrý náboj. Označen červeným proužkem.

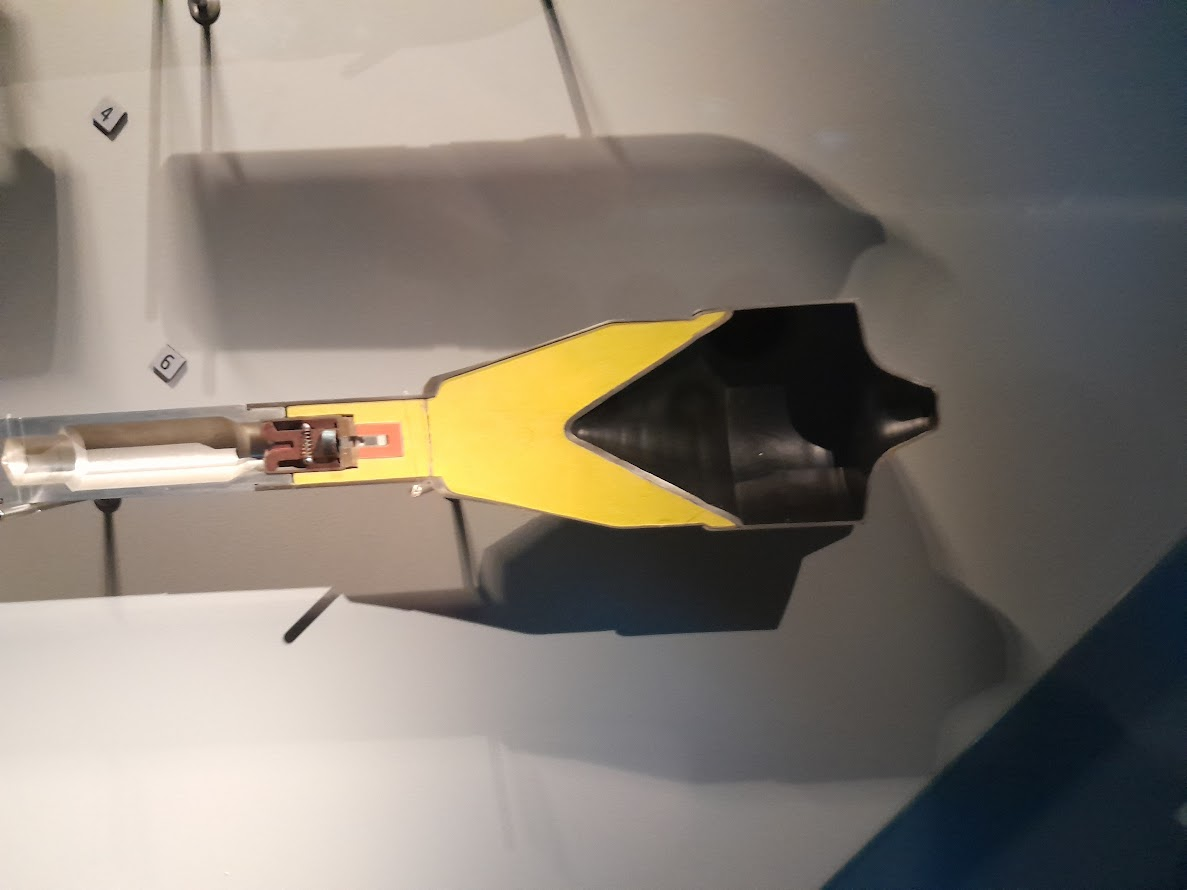
Řez kumulativní hlavicí
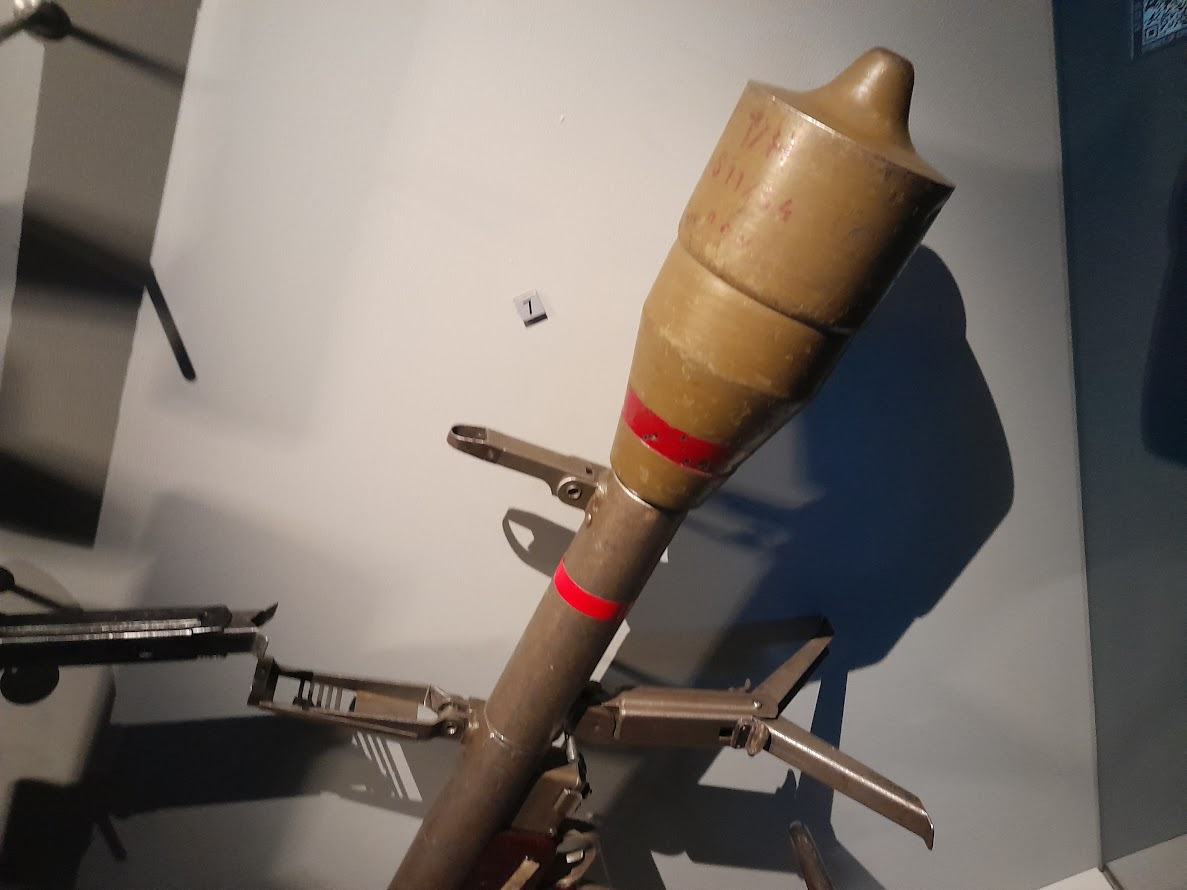
Ostrá kumulativní hlavice
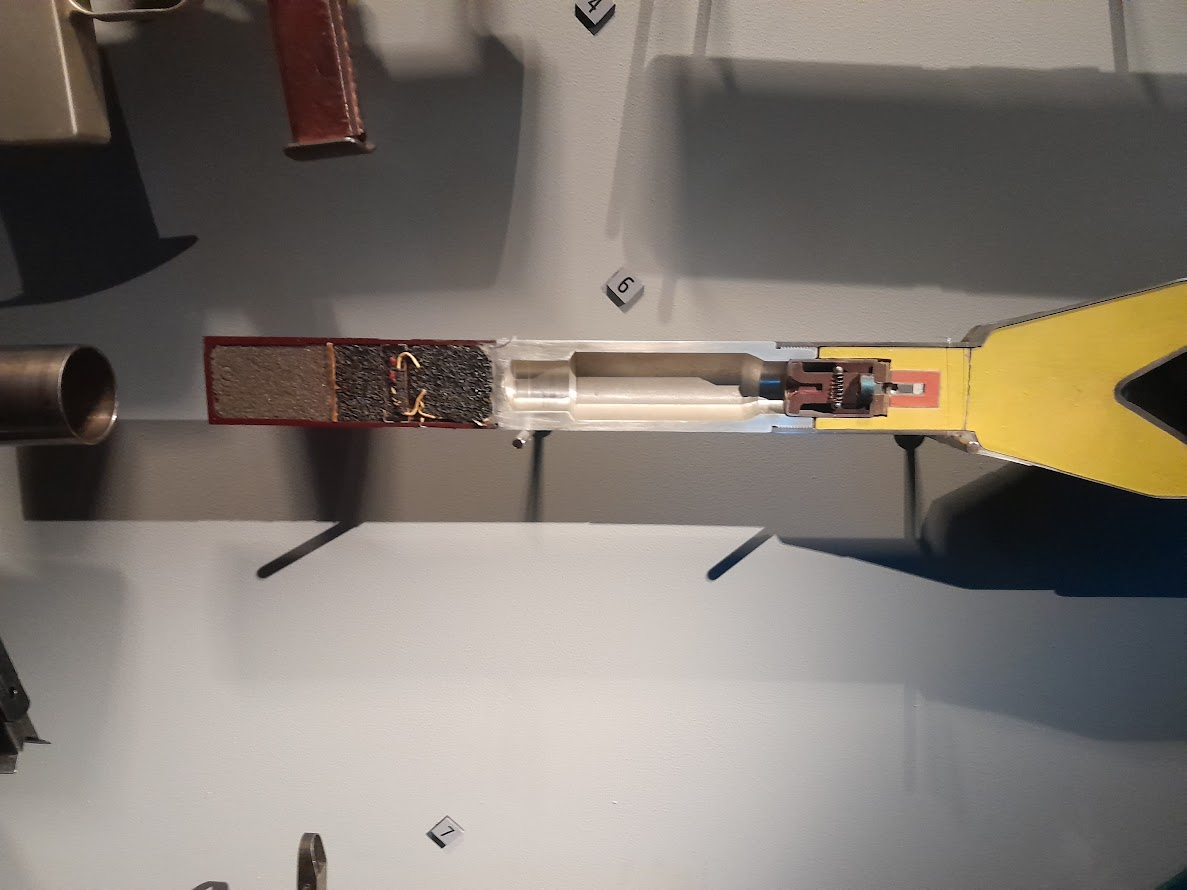
Výmetná náplň

- náhradní náboj P 27 - je stejného provedení jako náboj ostrý, místo trhaviny, počinové náplně a zapalovače je v těle střely výplň z kamenouhelné smůly se živcem. Náplň je utěsněna papírovou a ocelovou podložkou. Je určen pro balistické zkoušky. Označen červeným proužkem a na dvou místech označen křížem
- cvičný náboj P 27 - je určen k výcviku. Má zesílené stěny, aby jej bylo možno použít opakovaně. Neobsahuje trhavinu. Střela bez označení (barva khaki). Váha střely 3,35 kg, délka 412 mm, průměr max. 98 mm
- školní náboj P 27 [2] - vyráběl se z poškozených nebo z výroby pro boj nevhodných nábojů.

Náboje byly baleny v dřevěných bednách po 4 kusech. Na víku bedny byl označen směr jízdy vozidel, které měly munici převážet. Jednotlivé náboje bylo možné nosit ve speciálních nosítkách.  

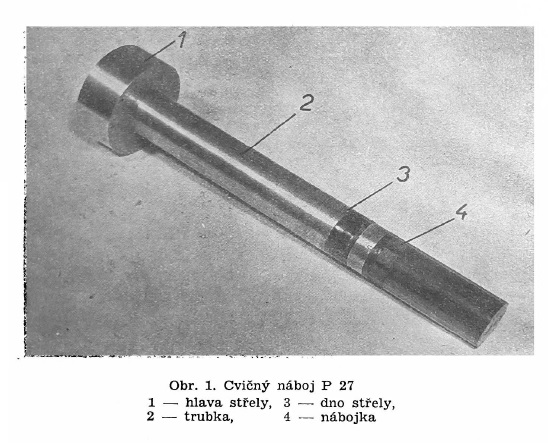
Cvičný náboj P27
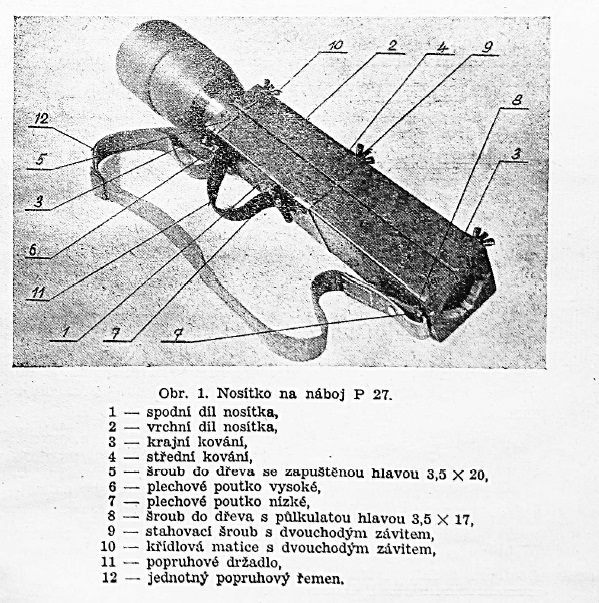
Nosítka pro náboj P27

### Nabíjení a střelba
Pro nabití zbraně je nutné zbraň zajistit. Následně se vloží náboj / střela. Vložením střely do hlavně se zapojí střela do elektrického okruhu (vložením do zbraně se dotek spojí se střelou). Pro střelbu následně se přepne pojistka do polohy "0" - odjištěno. Následně je možné střílet. Po výstřelu je tlakem plynů dotek vrácen zpět do výchozí polohy, takže je možné následně zbraň opětovně nabít. 

## Parametry
- Délka zbraně: 1030 mm (nenabitá)
- Hmotnost zbraně: 6,4 kg
- Hmotnost náboje: 3,75 kg
- Hmotnost střely: 3,3 kg
- Délka náboje: 412 mm
- Maximální průměr střely: 98 mm
- Obsluha: 2 muži (střelec, nosič nábojů)
- Rychlost střelby: 4 rány za minutu

## Uživatelé/Export
- Biafra[3]
- Československo
- Polsko
- Albánie
- Nigérie
- Jemen
- Alžírsko
- Guinea
- Guinea-Bissau
- Mosambik
- Somálsko[4]

V letech 1951-1953 se do Polska vyvezlo 2600 kusů. Albánie objednala v roce 1954 1000 kusů. V první pololetí roku 1957 byly Pancéřovky exportovány do Jemenu (1000 ks). Alžírská Fronta národního osvobození v letech 1957-1959 obdržela celkem 48 kusů, dalších 100 kusů v roce 1961. Další bývalá francouzská kolonie Guinea obdržela v letech 1958-1960 150 kusů. V letech 1967-1970 byly Pancéřovky 27 exportovány jak do Nigérie, tak do Biafry. Přesný počet není jasný, např. v roce 1967 do Nigérie bylo vyvezeno 75 kusů. V roce 1967 byl též schválen prodej zbraní do Egypta a Sýrie a ve stejném roce bylo dodáno do Mosambiku 10 kusů. V letech 1964-1968 se dostalo 55 kusů do Portugalské Guiney (dnes Guinea-Bissau).

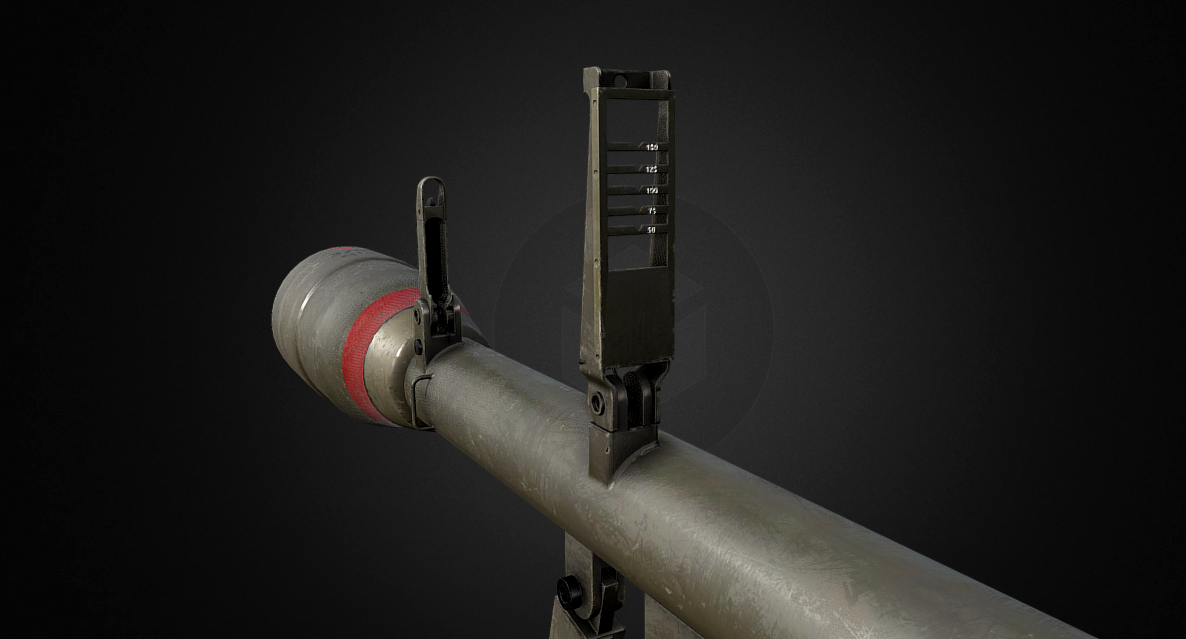
3d vizualizace P27
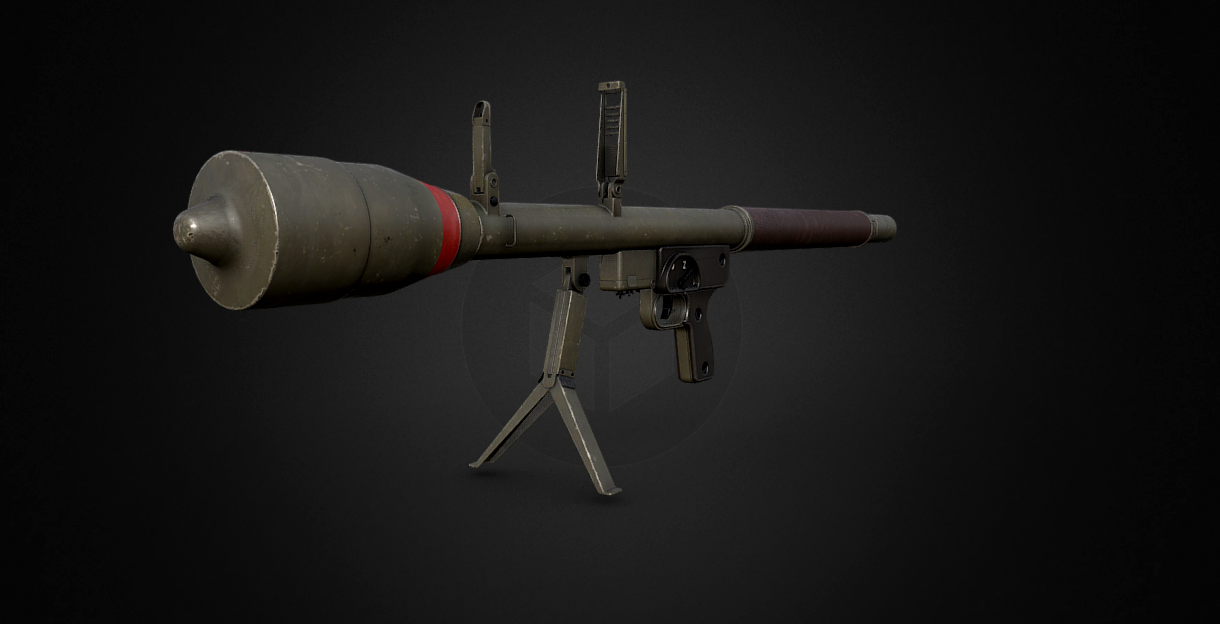
3d vizualizace P27
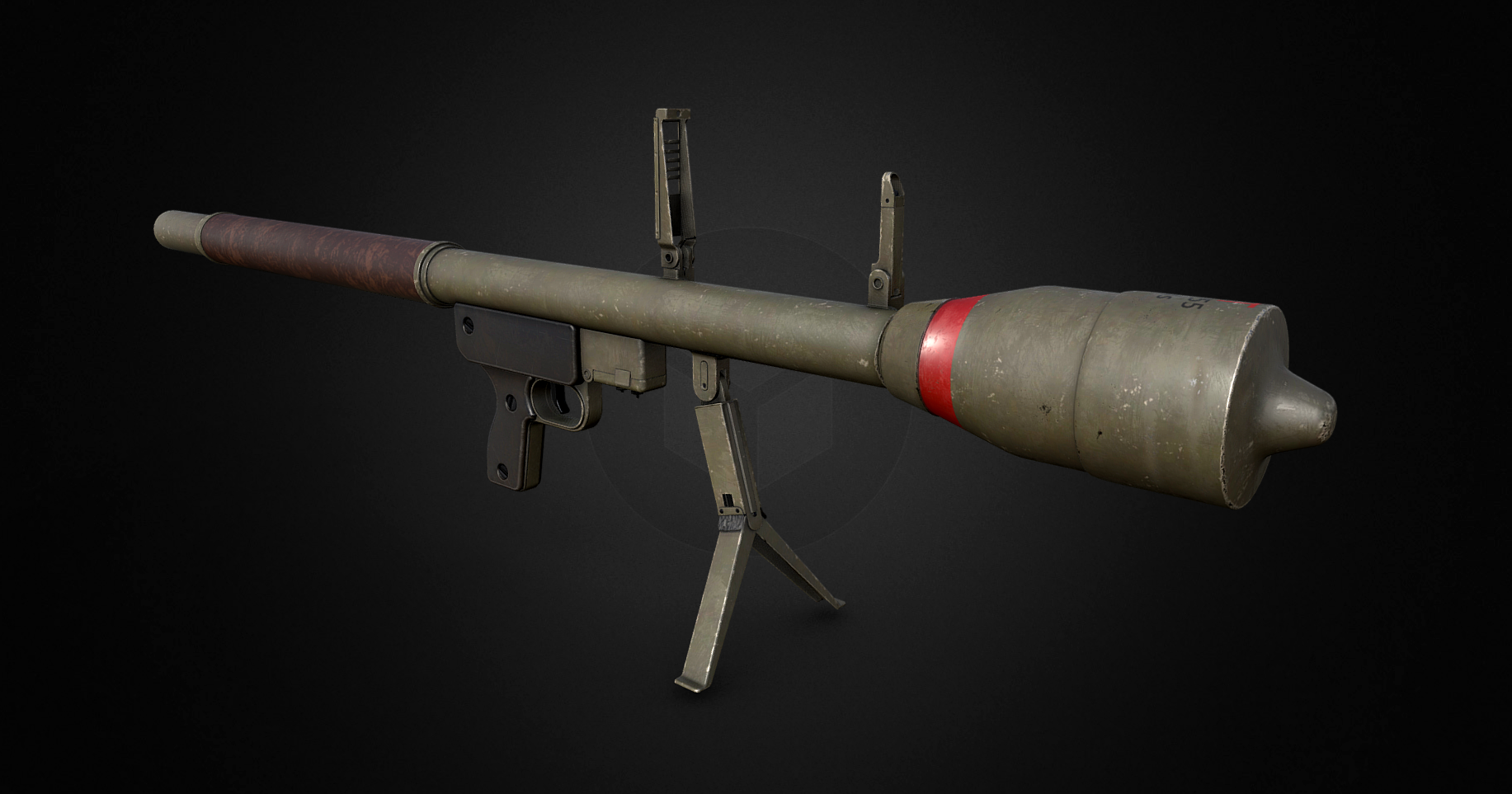
3d vizualizace P27
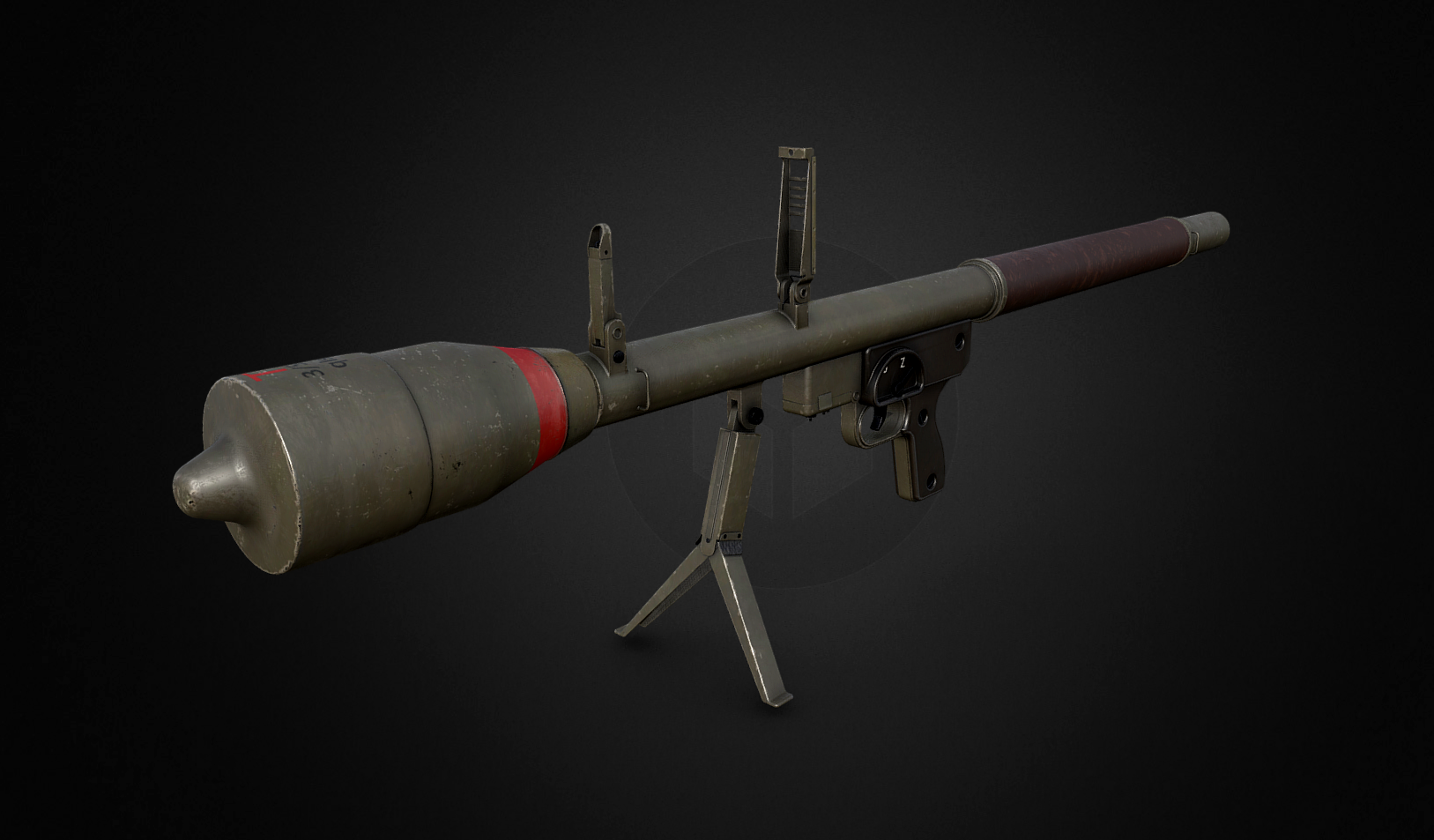
3d vizualizace P27